# الرستن
الرستن منطقة سورية تابعة لمحافظة حمص تقع شمال مدينة حمص (20 كم) وجنوب مدينة حماة (21 كم). يقع فيها سد الرستن الذي بناه جمال عبد الناصر في عام 1958.بلغ عدد سكان المدينة سنة 2004 وهو آخر إحصاء للحكومة 39,834نسمة، بينما كان عدد سكان المدينة وقراها 64,022 نسمة، فيما بلغ سكان منطقة الرستن جميعها في الإحصاء 127,806نسمة، يعتقد بوجود كنيسة مارمارون فيها علمًا أن جميع سكانها الحاليون مسلمون. وتقع الرستن في نقطة جغرافية إستراتيجية حيث إن جسرها الكبير يربط شمال سوريا بجنوبها وهو يختصر مسافة ساعتين بالسيارة وسهول الرستن تمتد من الحولة غربا إلى البادية شرقا يعمل 40% من السكان بالزراعة(تشتهر بزراعة البصل) و 30% بسيارات النقل وحوالي 80% من السكان متعلمون.
حيث بلغ عدد من نال شهادة الدكتوراه من أبنائها حوالي 83 فرد منهم 60 رجل و23 إمرأة. وهناك الكثير من أبناؤها العاملين بميادين شتى من الصحافة والإعلام إلى التطوير والصناعة.

## الطبيعة الجغرافية
الرستن ترتفع 800 متر عن سطح البحر وتعتبر في جزأها الشرقي جزء من البادية السورية في حين أن غربها وجنوبها من أكثر الترب خصوبة في سوريا تشتهر المدينة بالفواكه واللوزيات والحمضيات والحبوب من ناحية أخرى فإن الصيف فيها معتدل أكثر من المناطق المحيطة بها بسبب وجود فتحة جبلية مقابلة لها توصل رياح البحر المتوسط إليها.
أما شتاؤها فقاري شديد الحدة قد تصل درجات الحرارة إلى ما دون الصفر في الليل وساعات النهار الأولى.

## الطبيعة الديموغرافية السكانية
يشكل العرب نسبة 94 بالمئة من سكان مدينة الرستن وهنالك بعض القرى التابعة لها من الإثنية الداغستانية والشركسية ويشكل أبناء الطائفة السنية 98 بالمية من أبناء المدينة وريفها. لقد كانت أبرز ملامح السنوات الخمس وعشرين سنة الأخيرة هي الاستثمار في العنصر البشري تطويرا وتنويرا حيث تمتلك مدينة الرستن خزانا كبيرا من العقول والمفكرين فلديها أكثر من 40 دكتور جامعي أكاديمي يتوزعون في جامعات سوريا ومراكز البحوث العلمية والأكاديمية العسكرية وأكثر من 100 طبيب وصيدلاني ومئات المهندسين والجامعيين المتفوقين وقادة الطائرات المدنية والعسكرية ولديها ترسانة من المغتربين الأثرياء الذي عاد قسم منهم واستثمر في سوريا من أمثال محمود طلاس فرزات وعبد العزيز قزيز وهيثم العمر وعبد الله عبد الوهاب وآخرين كثر.
وحيث أن أراضي ومزارع الرستن هي أقرب ما تكون سلة غذائية كافية لمدن حمص وحلب لخصوبتها وهمة مزارعيها الجبارة فإن خصوبة أراضي الرستن لا تقل عن خصوبة أبنائها وبناتها حيث أن معدل النمو السكاني في الرستن يعبتر الأعلى بامتياز في المنطقة الوسطى في سوريا مع اطراد سكاني عالي ومستمر بحسب مؤشرات صندوق التنمية السوري.
تدرجت اهتمامات وحرف أهل الرستن كالتالي: قبل التسعينات كانت معظم أهلها يعملون بالزراعة نتيجة لوفرة المياه وخصوبة الأراضي مع التسعينات توجه الكثير منهم إلى النقل وإلى السلك العسكري مع صعود نجم العماد مصطفى طلاس وزيرا للدفاع للجمهورية السورية حيث بلغ عدد الضباط في مدينة الرستن ما يقارب ال 1900 ضابط و 2000 صف ضابط ومتطوع في السلك العسكري والأمني (بين متقاعد وقائم على راس عمله). في أواخر التسعينات توجه معظم أهالي الرستن إلى الاستثمار في المجال التعليمي حيث شهدت المدينة طفرة تعليمية غير مسبوقة لأبنائها وبناتها.

## التاريخ

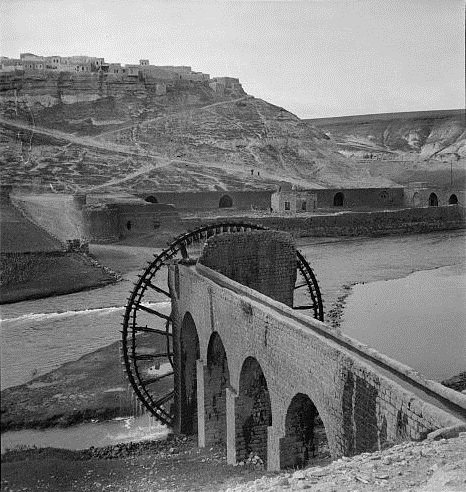

يرجع تاريخ إنسانها الذي كشف آثار أدواته الحجرية العالم فإن لير إلى عصر الفيليفرانشي المتأخر (أوائل البلايستوسين الأوسط) شرقي موقع السد (على السفح الأعلى لوادي العاصي مقابل بلدة الرستن).
تنتصف بلدة الرستن الطريق ما بين حمص وحماه، حيث يمر نهر العاصي وقد عمّق مجراه عن السهول المجاورة حوالي سبعين مترًا ورسم انعطافًا نحو الجنوب والشرق.
اختار سكان الرستن الأوائل السفح الأعلى الشرقي لهذا المنعطف. وبنوا بيوتهم من الحجر البازلتي الأسود الموشى بالحجر الكلسي الأبيض بعض الأحيان أو من الحجر الكلسي الأبيض فقط. وقد سبقهم قبل إنجاز مساكنهم هذه ساكنوا الكهوف الذين تركوا آثارهم من الأدوات الحجرية على جوانب الوادي، ترسم أراضي بلدة الرستن الجنوبية ميلًا ضعيفًا نحو العاصي في الشمال قبل أن تنحدر بشدة وتأخذ أحيانا شكل الجروف المتجهة إلى وادي (مجرى) العاصي. إن هذا الموقع الإستراتيجي (منحدر شديد شمالي، وادي سحيق هو وادي العاصي في الشرق وواد متعمق على امتدادها من جهة الغرب) أعطى البلدة في الماضي موقعا حصينا جدا مواجها للمناطق الواقعة شمالي العاصي.
وعلى مجرى العاصي أقيم الجسر القديم الذي يصل مناطق الشمال بمناطق الجنوب وأقيمت عليه الطاحونة التي تدار بطاقة جريان العاصي (أُزيلت الطاحونة بعد بناء السد فوقها).
تأخذ الرستن في امتدادها العمراني اتجاها شماليا جنوبيا بطول (1) كم، وعرض وسطي في قسمها الشمالي يقارب 200 م، حيث تحف بها المنحدرات من كافة الجوانب (باستثناء الاتجاه الجنوبي). وتتراص المساكن وتتعرج الأزقّة ويصـل مسار قسم كبير منها إلى نهاية مسدودة. تحتل المساجد خير مواقعها.
تعطي أبنية الرستن الحجرية السوداء مظهرًا أثريا نادرًا يزيده شموخ ارتفاعها التضاريسي جمالًا. وإذا ما زرت طريقها المدرج المساير لطرفها الشرقي ووادي العاصي السحيق شعرت وكأنك تحلم في جو قلاع الفرسان الغابر حيث الهدوء والخضرة والطبيعة الفتانة النضرة وحيث ما زالت النسوة والقسم الأكبر من الرجال يحافظون على لباسهم التقليدي الجميل المميز.
ومع رياح التجديد تغيرت صورة البلدة كليًا في مناطق التوسع الجديد للعمران حيث أخذت تسود الأبنية الاسمنتية والشوارع المسقيمة وانتقيت الأراضي السهلية للعمران. وأصبح الطابع الشائع المعروف لمناطق التوسع العمراني في القطر هو المميز لها.
أما السد الضخم الحديث المقام شمال البلدة، الذي يفصلها عنه وادٍ جانبي يرفد العاصي من جهة الغرب فقد أضفى بعمرانه على أطراف البلدة إمكانيات الإنسان الخلاقة في تغيير معالم الطبيعة نحو الأحسن فالسد البازلتي الذي يعلو أكثر من 60 م والمفيض الاسمنتي الضخم ببواباته الفولاذية والطريق المفروش بالإسفلت الذي يعلوه والبحيرة الضخمة التي تختزن مياه العاصي والغابة المغروسة على جوانبه والمنتزه الضخم مع الخدمات السياحية بجواره ومعمل الطاقة.. كلها تبرز رياح التطور الإيجابي في هذه البلدة. وسكان الرستن يشتهرون بالزراعة. 

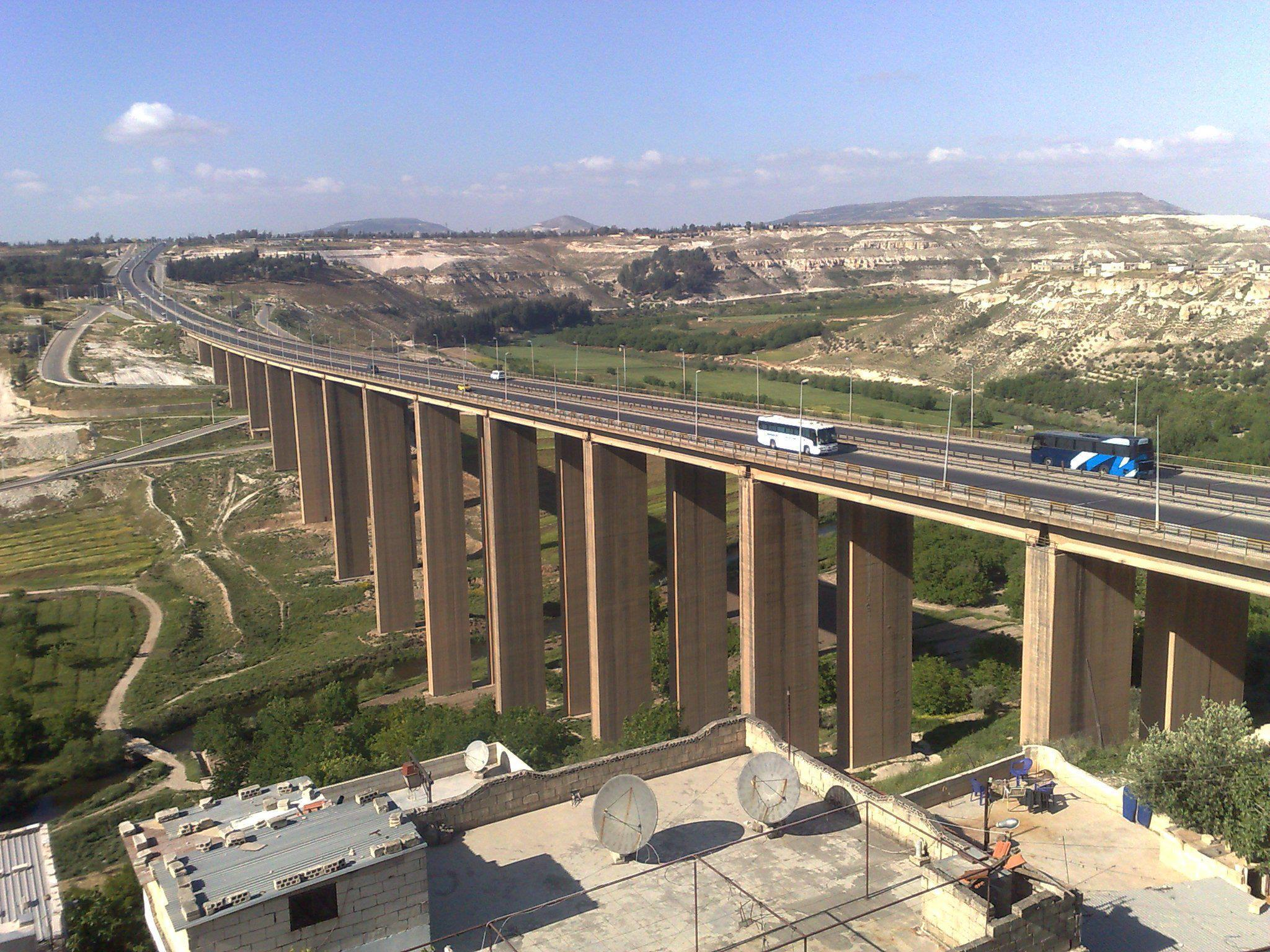
جسر الرستن الكبير

## دير مار مارون
عاش مار مارون في القرن الخامس الميلادي ووصل إلى درجة الكاهن سنة 405 م، تنسك في جبل قريب من قورش (قرية تابعة لمحافظة إدلب)، وهناك تعرف على زابينا وهو كاهن أقدم منه اتخذه أبًا ومعلمًا، وكان من أصدقائه أيضًا يوحنا فم الذهب الذي كان كاهنًا ومؤرخًا عظيمًا في عصره. اجتمع حول مارون عدد كبير من التلاميذ والنساك، توفي سنة 433 م، يعتبر الأب الأول للكنيسة المارونية المنشقة عن متروبوليت أفاميا.
لم يذكر تيودوريتوس ص241، وأثناثيوس ص242، مكان وفاته ولا اسم البلد الذي توفي فيه وكل ما ذكراه أنَّ سكان البلد المجاور كانوا أكثر عددًا وقوة بحيث استطاعوا اختطاف جثمانه ودفنوه في بلدتهم التي تقع بين حماة وحمص.
ذكر لنا تيودوريتوس أنَّ تلاميذ الناسك لقيانوس القورشي بدؤوا بتأسيس الأديرة الكثيرة في منطقة أفاميا وكان منها دير كبير لمار مارون وهو غير الدير الذي بني في قورش الذي عُرف في كتاب «تاريخ أصفياء الله» وقد وصفه (بالفردوس المزهر)، ويوجد في الدير الجديد بمنطقة أفاميا إلى جوار رفاة مار مارون، وأصبح أهم دير في سوريا الثانية. يذكر لقيانوس أن رهبان هذا الدير أسسوا في الفقيرة في منطقة أفاميا، مدرسة رهبانية ذات نمط جماعي مشترك اشتهرت بحياة الرهبنة المعتدلة التي جمعت إلى جانب العمل العلمي، التقشف والنسك وقد انتقل أتباع مارون لاحقًا من قورش إلى منطقة أفاميا حتى وصلوا إلى حمص.
جرى سنة 517 م مذبحة لـ 350 راهبًا خلقيدونيًا في عدة أديرة تابعة لمارون الذي يضم 30 ديرًا توضعت كلها في سورية (أثناثيوس ص242)، إلا أن الأب المستشرق هنري لامنس البلجيكي (1937-1862) احتار في موقع الدير، وقد نصح بالبحث عنه في الخرائب المنتشرة بين حماة وحمص.
يذكر (يوسف الدبس ص 422) بدقة موقع دير مار مارون الأساسي، فيقول: «بني محل مدفنه بين حماة وحمص بالرستن ويقال أنَّ الدير كان يضم ثمانمائة راهب وكان يسمى دير البللور» وهذه إشارة صريحة لموقع الدير لأول مرة.
يجزم المؤرخ عبد الرحمن أيوب أنَّ دير مار مارون يقع في خربة البللور الواقعة عند معمل الكهرباء القديم على الجانب الشرقي من سد الرستن
مما تقدم من دراسات تاريخية ومعطيات أثرية لخربة البللور نستطيع أن نقول: إنَّ خربة البللور كانت تجمعًا سكنيًا كبيرًا يحتوي على دير وحمامات ومقبرة.
ولمعرفة ما إذا كان الدير هو الدير الأول لمار مارون الذي يوجد فيه جثمانه كان لا بد من القيام بتحريات علمية من خلال طرائق جيوفيزيائية معينة لتحديد الأمكنة التي يمكن أن تبدأ فيها أعمال التنقيب اللاحقة لكشف ما تحمله لنا خربة البللور من تاريخ مجهول وآثار دفينة تزودنا بمعلومات عن ماهية الدير وهذا ما تم القيام به كما تظهر الفقرات اللاحقة.

## الرستن -تعليميا
شهدت وتشهد مدينة الرستن نهضة ثقافية متسارعة وقد ترجم ذلك في الارتفاع الكمي والنوعي في آليات التدريس وعدد الطلبة بمختلف المراحل الدراسية سواء منها دون الجامعية أو الجامعية أو الدراسات العليا. لقد كان العامل الأكبر في هكذا نهضة هو اختلاف حاجيات السوق والتطور الاجتماعي الذي شمل مختلف مفاصل المجتمع. ولقد كان مجتمع المدينة بمختلف شرائحه العمرية وحتى حين قريب مجتمعا فلاحيا ورث عن العثمانيين أساليب العمل البدائية وبالإضافة إلى ضيق الأفق والتفكير المحدود. ومع تطور سوريا وتطور العلم وتغير طبيعة المنطقة التي ضربها الجفاف لسنوات عديدة بدأت براعم الثقافة تجد طريقها للإزهار. من ناحية أخرى أخذت المرأة في المدينة تستعيد دورها الحضاري الذي لطالما غابت عنه لتكون من جديد الطالبة على مقاعد الدراسة والمدرسة والمهندسة في سوق العمل.
بالانتقال إلى تفاصيل العملية التربوية والدراسية فإننا نلاحظ اهتمام الدولة بالقاعدة التعليمية بمثلثها (التحضيري والابتدائي والإعدادي)
في مرحلة الدراسات العليا
فقد بلغ عدد حملة شهادة الدكتوراه (33 شهادة مسجلة من مختلف الجامعات العالمية) وهنالك حملة شهادات للدكتوراه مقيمين في المغترب ويعملون هنالك ولم يقومو بتسجيل شهاداتهم في سوريا وبلغ عدد دارسي درجة الماجستير 10 خريجين
في مرحلة التعليم الجامعي
لقد ساعد وجود جامعة البعث في المنطقة الوسطى على زيادة عدد الطلبة الجامعيين في المدينة حيث بدأت تظهر أجيال جامعية مؤهلة في المدينة. فقد بلغ عدد الخرجيين في مختلف الاختصاصات الجامعية ما يلي (الأعداد تقديرية وذلك لوجود عدد من المغتربين)
- الطب البشري: (45 طبيب ومخبريين)
- الصيدلة: (25 صيدلاني)
- الهندسة: (40 مهندس يتوزعون على اختصاصات الهندسة المدنية - الكهربائية - المكانيكية - الزراعة - البترولية - المعمارية-المعلوماتية)
- طب الأسنان: (15 طبيب)
- الحقوق: (25 محامي و2 قضاة)
- العلوم: (71 يتوزعون على اختصاصات العلوم البيطرية والرياضية والكيماوية والطبيعية والفيزيائية)
- الآداب: (85 خريج من اختصاصات الأدب العربي - الأدب الإنكليزي - الأدب الفرنسي - التاريخ - الجغرافيا)
- التربية: (8 موجهين تربويين)
- الشرعية: (20 أستاذ)

في مرحلة التعليم الثانوي
فقد بلغ عدد الثانويات في مدينة الرستن أربع ثانويات تتوزع على:
1. الثانوية العامة ذكور (ثانوية الشهيد مصطفى الحاج علي -الشهيد محمد سعيد أيوب سابقا) وتضم /250/ طالب وكادر تدريسي جامعي مؤهل.
2. الثانوية العامة إناث (الشهيد محمود الحمود) وتضم حوالي /300/ طالبة وكادر تدرسي جامعي مؤهل.
3. الثانوية الصناعية (الشهيد محمد تيسير فرزات) وهي ثانوية رائدة على مستوى المنطقة من حيث التجهيزات المهنية الحديثة والكادر الهندسي المشرف عليها وترفد هذه الثانوية القطر بالطلبة المهنيين والفنيين المدربين.
4. الثانوية الشرعية والتي استحدثت مؤخرا وقد تبرع ببناء مقرها محسنون من أبناء الرستن من أمثال رجل الأعمال محمود سليمان طلاس فرزات.

مرحلة التعليم الإعدادي أو الأساسي
فقد بلغ عدد المدارس الإعدادية في المدنية 5 إعداديات تضم أكثر من /5000/ طالب وطالبة يرفدون التعليم الثانوي وقد تم فصل بعض الإعداديات التي كانت ثانويات تضم التعليم الإعدادي
ففي مرحلة التحضيري
تأسست روضة الثامن من آذار بالرستن عام 1981 لتكون الرافد الأول في السلسلة التعليمية وتتبع هذه المؤسسة إداريا وتنظيميا للإتحاد العام النسائي. بدأت الروضة بإعداد زهيدة ثم ما لبثت أن أبرزت تميزها لتستقطب أعدادا أكبر. وتتميز الروضة بوجود المربيات اللواتي يتمتعن بالإحساس بالمسؤولية. وتتعدد النشاطات التربوية لتشمل مشاركة الأطفال في يوم البيئة ونشاطات ثقافية أخرى.
و تم دعم الروضة بعلوم الحاسب والأساليب التعليمية الحديثة.
وفي آخر إحصائية لعدد الأطفال المسجلين بلغ عدد الأطفال / 300 / طفل.
وكان للإدارة الدور البارز في التوجيه الواعي لهذه الشريحة التي إن أعدت بالشكل المتوازن ما كانت لتنتج إلا جيلا واعدا. نتوجه بالشكر لإدارة الروضة والآنسة مها أيوب مديرتها الحالية. أما في مرحلة التعليم الابتدائي فقد بلغ عدد المدارس في المدينة حوالي 15 مدرسة تضم ما يقارب 7000 طالب مع كادر تدريسي مؤهل وكفؤ لتعليم هذه الأجيال الواعدة.

## الرستن صناعيا
مع صدور قرار الاستثمار رقم عشرة في تسعينات القرن المنصرم ومع موجه الجفاف التي ضربت المنطقة أواخر الثمانينات فقد توجه الكثير من أبناء مدينة الرستن إلى النقل الصناعي والأهلي حيث ظهرت
في الرستن أساطيل من شاحنات النقل البري الصناعي والأهلي والتي ازدهرت تجارتها ردها طويلا إضافة لأن لوجود مصانع الاسمنت والكهرباء ومحطات المياه ومقالع الصخور في الرستن إضافة لمرافق سياحية بدأت تزدهر مؤخرا بشكل كبير. تفاخر الرستن بأبنائها الصناعيين والتجار الذين استثمرو في البنية التحتية في سوريا حيث أنشأوا العديد من الاستثمارات الضخمة في كل أرجاء سوريا من أمثال مجموعة فرزات للتنمية ومجموعة عمر إخوان وشركة التشييد السريع ومصانع الفواكه والخضار المجففة.

## الانتفاضة السورية والرستن
مع شرارة الانتفاضة السورية الأولى في درعا منتصف شهر آذار في 2011 لم تتاخر الرستن في التعبير عن التضامن مع الحقوق المشروعة لأهالي درعا السورية وفي شهر نيسان من العام ذاته قام قسم كبير من الشباب الرستناوي (صفة ابن الرستن) الغاضب لمقتل عشرات أبناء درعا وبانياس- قامو بتحطيم تمثال الرئيس الراحل حافظ الأسد الذي كان يتربع مدخل الرستن الجنوبي في ما كان يعرف بقاعدة المجد القتالي ويعتبر هذا التمثال الأضخم للرئيس الراحل في سوريا وكان مصنوعا من الرخام الإيطالي.
بعد هذه الحادثة بدأت الاشتباكات والأحداث الماساوية تتصاعد في مدينة الرستن حيث تم إحراق مقر الأمن العسكري الملاصق للجسر الصغير في الرستن وتم قطع الأوتوستراد الدولي عند جسر الرستن الكبير وتم إحراق مقر حزب البعث في شارع الثورة وتم إحراق مقر الأمن السياسي في اشتباكات بين جنود منشقين وقوات الأمن والجيش السوري. وفقدت المدينة خلال شهري أيار وحزيران أكثر من 85 شهيد موثقين بالاسم لدى المنظمات الإنسانية وقد سقط منهم لا يقل عن 30 شهيدا فيما بات يعرف بمجزرة الأمن العسكري في أواخر شهر نيسان 2011 وتلا ذلك اقتحام عسكري لمدينة الرستن سقط خلاله الكثير من الشهداء والجرحى ومئات المعتقلين.
وعلى العكس المرجو منه فقد ازدادت وتيرة المظاهرات في الرستن فلم تعد تقتصر على أيام الجمعة وصارت تشمل أيام وليالي الإسبوع فيما كان يعرف بمسائيات الرستن وكانت مظاهرات الرستن تبث مباشرة على كبريات القنوات الفضائية العربية والعالمية.
متأثرين بهول الدمار وعدد الشهداء الذي وقع في الرستن بدأ الكثير من شباب الرستن الضباط من رتب ملازم وملازم أول ونقيب ورائد بالانشقاق عن الجيش العربي السوري وإعلانهم تشكيل كتيبة خالد ابن الوليد والتي اتخذت من سهول ومزارع مدينة الرستن مقرا لها حيث بلغ عدد ضباطها والجنود الذين التحقو فيها ما يربو عن 150 ضابط وصف ضابط وجندي منشق عن الجيش.
وقد أعلنت هذه الكتيبة التي انضوت لاحقا تحت ما يدعى الجيش السوري الحر أن مسؤوليتها الأساسية هي حماية الشباب المتظاهرين السلميين والتصدي لمليشيات الأمن والشبيحة.
في أواخر شهر أيلول دخلت قوات الجيش السوري مدينة الرستن وقد دارت أربع معارك عنيفة في الرستن أدّت لتهديم البنية التحتية بالكامل في الرستن وبلغ عدد الشهداء حتى شهر مارس 2012 حوالي 320 شهيدا.

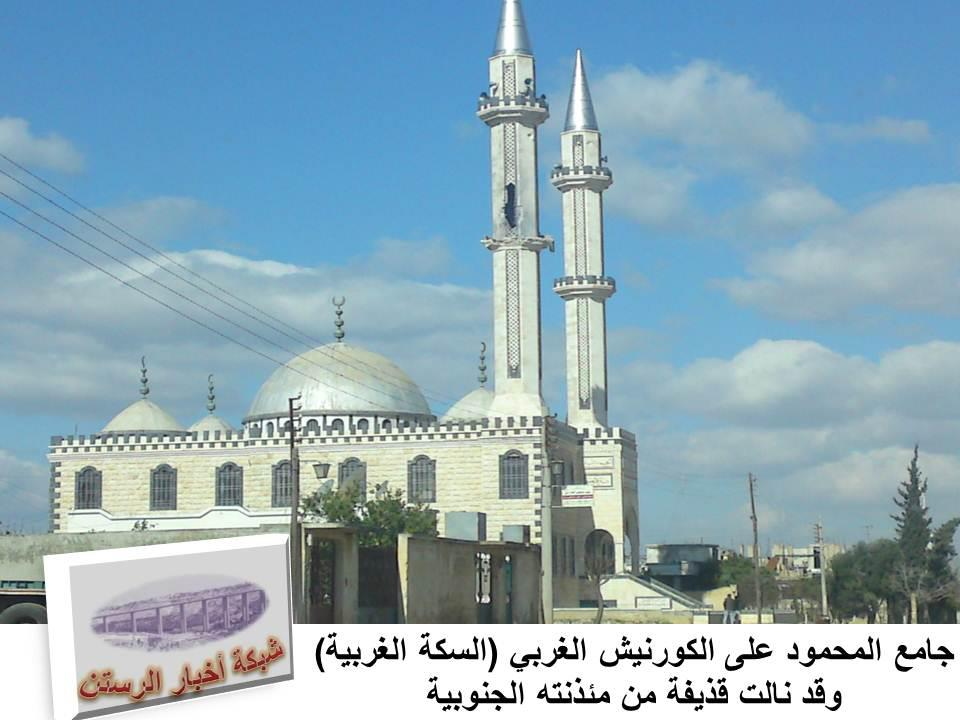
جامع المحمود على الكورنيش الغربي

ولا تزال المدينة تتعرض للهجوم والاشتباكات بالتزامن مع انقطاع للكهرباء والماء والاتصالات السلكية واللاسلكية والمواد الطبية في المدينة منذ أكثر من أسبوع في ظل ظروف إنسانية بالغة السوء.

## وصلات خارجية
موقع شبكة أخبار الرستن -فيسبوك-  على فيسبوك.